# Propyle
En chimie organique, le groupement propyle est un groupement alkyle à trois atomes de carbone. Le groupement propyle est linéaire, mais d'autres groupements qui ne sont pas linéaires comportent le nom « propyle ».
- groupe n-propyle de formule -C3H7 : CH3–CH2–CH2– (nom systématique : propyle : nPr)
- groupe isopropyle de formule -C3H7 : (CH3)2CH– (nom systématique : méthyléthyle ou prop-2-yle : iPr)
- groupe cyclopropyle de formule -C3H5 : cyclo[-CH2-CH2-CH]– (nom systématique : cyclopropyle : cPr)

de gauche à droite: les deux groupes isomériques prop-1-yle et prop-2-yle, et le groupe cyclopropyle.